# Héctor Acosta
Héctor H. Acosta (Rosário, 9 de dezembro de 1933) é um ex-ciclista olímpico argentino. Acosta representou sua nação nos Jogos Olímpicos de Verão de 1960 e 1964.